# Jesús Rollán
Jesús Miguel Rollán Prada, född 4 april 1968 i Madrid, död 11 mars 2006 i La Garriga, var en spansk vattenpolomålvakt. Han ingick i Spaniens landslag vid olympiska sommarspelen 1988, 1992, 1996, 2000 och 2004.
Rollán tog OS-silver i den olympiska vattenpoloturneringen i Barcelona och OS-guld i den olympiska vattenpoloturneringen i Atlanta.
Rollán tog VM-guld för Spanien i samband med världsmästerskapen i simsport 1998 i Perth och 2001 i Fukuoka.